# Freyja Prentice
Freyja Prentice (20 maggio 1990) è una pentatleta britannica.

## Palmarès
In carriera ha conseguito i seguenti risultati:
- Mondiali:

Londra 2009: argento nella gara a squadre.
Varsavia 2014: argento a squadre.
- Europei:

Sofia 2012: argento nella gara a squadre, bronzo nella staffetta.
Bath 2015: oro a squadre.